# Schizotetranychus sayedi
Schizotetranychus sayedi är en spindeldjursart som beskrevs av Attiah 1967. Schizotetranychus sayedi ingår i släktet Schizotetranychus och familjen Tetranychidae. Inga underarter finns listade i Catalogue of Life.